# Étang Saumâtre
Étang Saumâtre (także: jezioro Azuei) – największe słone jezioro Haiti, znajdujące się w południowo-wschodniej części kraju (18°35′N 72°00′W), przy granicy z Dominikaną, w Departamencie Zachodnim. Jezioro ma powierzchnię 168 km² (29 km długości i 9,7 km szerokości) i jest oddalone o ok. 30 km od Port-au-Prince, stolicy Haiti. Jezioro jest miejscem żerowania i lęgu ok. 100 gatunków ptactwa wodnego, flamingów oraz krokodyli amerykańskich (Crocodylus acutus). Brzegi porośnięte są zaroślami i kaktusami.